# Museros
Museros és un municipi del País Valencià que es troba a la comarca de l'Horta Nord.

## Geografia
El terme municipal es troba a la zona septentrional de l'Horta de València i compta, per tant, amb un clima mediterrani. La seua superfície és plana amb un pendent lleuger de nord-est a sud-est. Els únics accidents geogràfics es troben a la zona nord-occidental del terme, en els límits amb els municipis de Rafelbunyol i Nàquera. Allà es troben llomes que arriben a uns 96 metres d'alçada i que pertanyen als darrers contraforts del Sistema Ibèric.

### Límits
Limita amb Albalat dels Sorells, Albuixec, Emperador, Massalfassar, Massamagrell, Montcada, Rafelbunyol i amb la pedanía valenciana de Mauella i Tauladella (a la mateixa comarca); i amb Nàquera (al Camp de Túria).

### Accés
Per carretera, s'arriba a Museros per l'antiga N-340, de Barcelona, actual CV-300; per la CV-32 o carretera de la Gombalda que comunica l'autovia V-21 amb l'A-7 (bypass).
Museros compta també amb una estació de la Línia 3 de Metro de València, que comunica el municipi amb el centre de la ciutat, l'aeroport i altres pobles de la comarca.

## Història
Corresponents al període de plena romanització, es coneixen diversos punts amb importants vestigis que poden atribuir-se a vil·les rústiques. Al Pla de Montalt de la partida de la Sénia; a Maquives a la vora del Camí Vell de la Calderona; en un monticle de la Marta, entre el Pont de la Gombalda i la masia de Bernals; en el Pinxo, pròxim al últim lloc citat, entre el Pont de la Gombalda i la Séquia Reial de Montcada. També s'han trobat restes de la plena romanització a la bassa de Garró al nord-oest de la Marta en la caseta dels Pels, en el Xopar, en la Huitena, en la Lloma de Montalar, en el Mas del Palmiter i en la Pinada del Tort.
L'investigador Nicolau Primitiu Gómez Serrano assenyalà restes de conduccions d'aigua en distints punts del terme. Els més destacats s'apreciaven a la vora del Camí Vell de la Calderona.
L'origen de l'actual localitat és islàmic; la torre de Museros fou conquerida per Jaume I en juny de 1235, juntament amb la de Montcada. La vila fou donada a l'Orde de Sant Jaume que li va concedir carta pobla a fur de València el 1279. Posteriorment, el 1553, l'Orde de Sant Jaume atorgà nova carta pobla si bé es reservà el castell, els forns i l'església.

## Demografia
| any  | habitants |
| ---- | --------- |
| 1900 | 1.576     |
| 1910 | 1.771     |
| 1920 | 1.948     |
| 1930 | 2.119     |
| 1940 | 2.249     |
| 1950 | 2.277     |
| 1960 | 2.524     |
| 1970 | 2.907     |
| 1981 | 4.165     |
| 1991 | 4.097     |
| 2000 | 4.210     |
| 2005 | 4.567     |
| 2006 | 4.728     |
| 2007 | 4.834     |
| 2012 | 6.262     |
| 2022 | 6.663     |

## Economia
L'economia de Museros se centra en l'agricultura i la indústria. La construcció a principis del segle XXI de polígons industrials va fer que la indústria adquirira una gran importància destacada, especialment en els sectors de la metal·lúrgia, l'alimentació, magatzems de fruita i la construcció.
Pel que fa a l'agricultura, el principal conreu és el taronger, amb més de 700 ha de les 1.200 en regadiu. Altres conreus són les tomaques (que van ser el conreu predominant fins a l'any 1960, amb el tradicional mercat de les tomaques), les carxofes, dacsa o cebes, entre d'altres. L'aigua per al reg prové de la séquia de Montcada i els pous. En algunes parcel·les es s'ha estés un sistema de reg gota a gota, substituint l'antic sistema de reg a manta. Al terreny secà trobem garroferes, ametlers i vinya. Compta a més a més amb ramaderia bovina, porcina i granges avícoles.

## Política i govern

### Composició de la Corporació Municipal
El Ple de l'ajuntament està format per 13 regidors. En les eleccions municipals de 26 de maig de 2019 foren elegits 6 del Partit Socialista del País Valencià (PSPV-PSOE), 3 del Partit Popular (PP), 2 de Compromís per Museros (Compromís), 1 de Ciutadans - Partit de la Ciutadania (Cs) i 1 d'Esquerra Unida-Seguim Endavant (EUPV).
| Eleccions municipals de 26 de maig de 2019 - Museros                                                                                 |                                          |                                     |                                     |        |          |          |
| Candidatura | Candidatura                              | Candidatura                         | Cap de llista                       | Vots   | Vots     | Regidors |
| | Partit Socialista del País Valencià-PSOE |                                     | Cristina Civera Balaguer            | 1.418  | 42,94%   | 6 (+2)   |
| | Partit Popular                           |                                     | Manuel Moreno Comes                 | 680    | 20,59%   | 3 ()     |
| | Compromís per Museros                    |                                     | Víctor Xercavins i Garcia           | 416    | 12,60%   | 2 (-1)   |
| | Ciutadans - Partit de la Ciutadania      |                                     | Jesús Lois Prior                    | 235    | 7,12%    | 1 ()     |
| | Esquerra Unida del País Valencià         |                                     | Beatriz Sánchez Botello             | 206    | 6,24%    | 1 ()     |
| | Altres candidatures                      |                                     |                                     | 317    | 9,60%    | 0 ( -1)  |
| | Vots en blanc                            |                                     |                                     | 30     | 0,91%    |          |
| Total vots vàlids i regidors | Total vots vàlids i regidors             | Total vots vàlids i regidors        | Total vots vàlids i regidors        | 3.302  | 100 %    | 13       |
| | Vots nuls                                | Vots nuls                           | Vots nuls                           | 47     | 1,40%    |          |
| Participació (vots vàlids més nuls)                                                                                                  | Participació (vots vàlids més nuls)      | Participació (vots vàlids més nuls) | Participació (vots vàlids més nuls) | 3.349  | 69,31%** |          |
| Abstenció | Abstenció                                | Abstenció                           | Abstenció                           | 1.483* | 30,69%** |          |
| Total cens electoral | Total cens electoral                     | Total cens electoral                | Total cens electoral                | 4.832* | 100 %**  |          |
| Alcaldessa: Cristina Civera Balaguer (PSPV) (15/06/2019) Per majoria absoluta dels vots dels regidors (7 vots: 6 de PSPV i 1 d'EUPV) |                                          |                                     |                                     |        |          |          |
| Fonts: JEC, JEZ Sagunt, M. Interior, Periòdic Ara. (* No són vots sinó electors. ** Percentatge respecte del cens electoral.)        |                                          |                                     |                                     |        |          |          |

### Alcaldes
Des de 2015 l'alcaldessa de Museros és Cristina Civera Balaguer de PSPV.
| Període                       | Alcalde o alcaldessa       | Partit polític | Data de possessió | Observacions |
| ----------------------------- | -------------------------- | -------------- | ----------------- | ------------ |
| 1979–1983                     | José María Simón Gimeno    | PSPV-PSOE      | 19/04/1979        | --           |
| 1983–1987                     | José María Simón Gimeno    | PSPV-PSOE      | 28/05/1983        | --           |
| 1987–1991                     | José María Simón Gimeno    | PSPV-PSOE      | 30/06/1987        | --           |
| 1991–1995                     | José María Aznar Monferrer | PP             | 15/06/1991        | --           |
| 1995–1999                     | José María Aznar Monferrer | PP             | 17/06/1995        | --           |
| 1999–2003                     | Joaquim Albinyana Gimeno   | PSPV-PSOE      | 03/07/1999        | --           |
| 2003–2007                     | José María Aznar Monferrer | PP             | 14/06/2003        | --           |
| 2007–2011                     | José María Aznar Monferrer | PP             | 16/06/2007        | --           |
| 2011–2015                     | José María Aznar Monferrer | PP             | 11/06/2011        | --           |
| 2015–2019                     | Cristina Civera Balaguer   | PSPV-PSOE      | 13/06/2015        | --           |
| 2019-2023                     | Cristina Civera Balaguer   | PSPV-PSOE      | 15/06/2019        | --           |
| Des de 2023                   | n/d                        | n/d            | 17/06/2023        | --           |
| Fonts: Generalitat Valenciana |                            |                |                   |              |

## Monuments

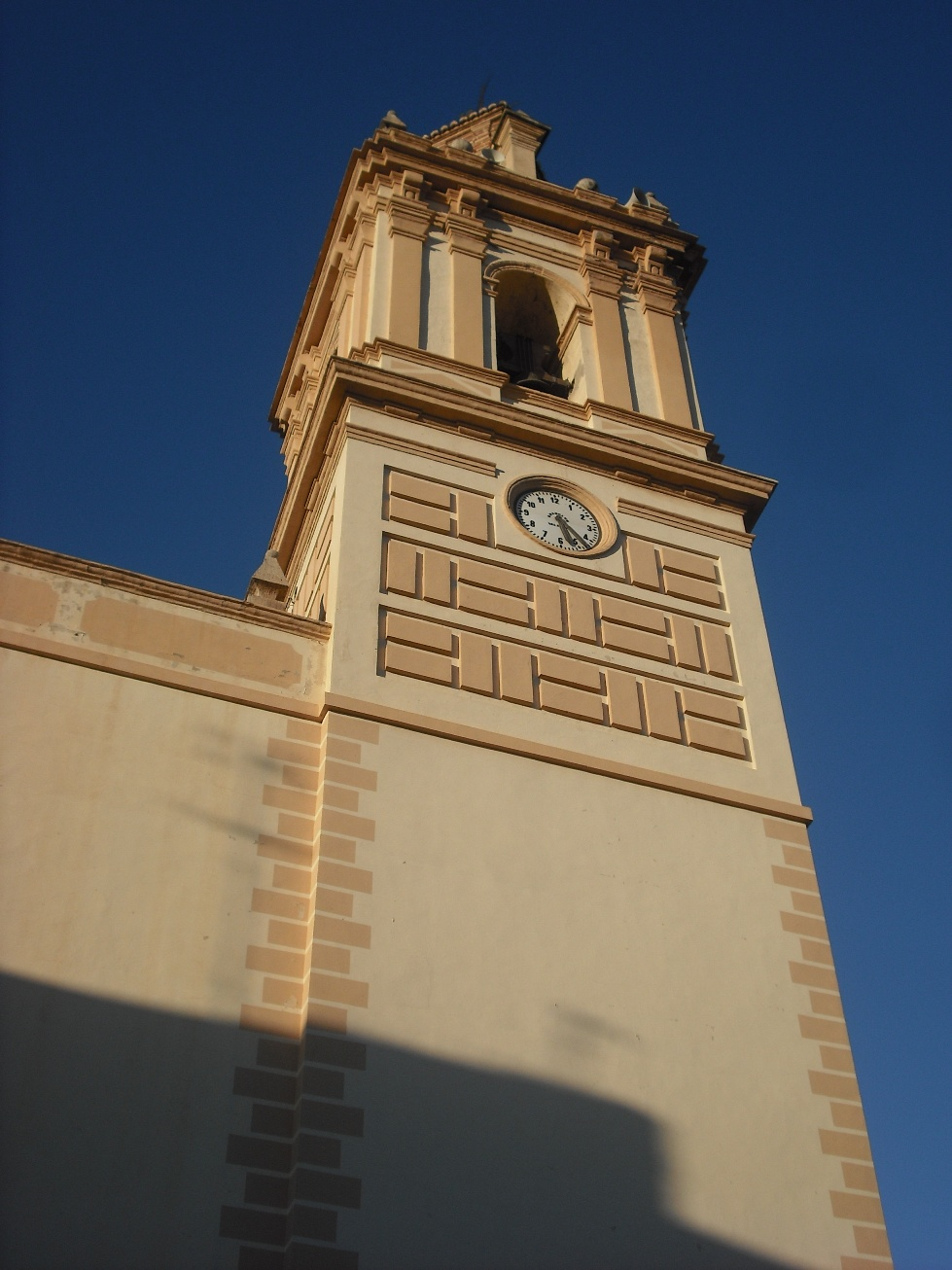
Campanar de l'església

- Església de l'Assumpció.[8] És claustral i es va acabar de construir l'any 1734.
- Masia de Sant Onofre. Antic convent dominicà fundat en 1471, del que va ser prior Sant Lluís Bertran. Després de la desamortització va passar a mans privades.
- Ermita de Sant Roc. Fou construïda en 1692 en estil barroc.[9]
- Casa jardí de Teodor Llorente. Lloc de descans del famós poeta on es guarden diversos documents de l'escriptor de la renaixença.

## Llocs d'interés
- Séquia Reial de Montcada. Construïda l'any 850 pels reis romans Espero i Atles, rebé eixe nom per part del rei Jaume I. Rega les terres de 28 municipis.
- Via Augusta. Antic pas entre Sagunt i València, va ser reconvertida pels romans en immillorable via. Rodrigo Díaz de Vivar, Jaume I i el mariscal Suchet se'n beneficiaren per als seus plans de conquesta.
- Jaciments arqueològics. A la partida dels Germanells, apareixen troballes arqueològiques centenàries, que ens indiquen l'origen del primer establiment humà a Museros. En l'actualitat, el nucli es troba uns quilòmetres més pròxim al mar Mediterrani.

## Festes locals
Festes Majors en honor de Sant Roc i la Mare de Déu d'Agost (15, 16 i 17 d'agost). Dia del bou (14 d'agost. Altres festes: Sant Vicent, la Puríssima, Falles, Sant Antoni, 9 d'octubre.
A més de les festes lligades a celebracions religioses, el poble de Museros compta també amb una tradició de festivitats civils i de cultura laïca. La més destacada, la Festa Estellés (o Sopar Estellés), se celebra un divendres a la nit al llarg de la segona quinzena del mes de setembre. Durant eixa nit, els muserencs i muserenques reciten peces del poeta de Burjassot Vicent Andrés i Estellés i, més àmpliament, poemes escrits en valencià. Es tracta d'una celebració que reivindica la lírica, l'alta cultura, la llengua i la identitat valencianes.
També cal esmentar els cicles de concerts organitzats i interpretats per la Societat Unió Musical de Museros, el Cor de la SUMM i la Big Band Museros, concentrats en els mesos de desembre-gener (concerts de Nadal) i juliol (Juliols Musicals). Es tracta de peces musicals clàssiques i contemporànies interpretades per músics municipals.

## Personatges destacats
- Joan Baptista Muñoz i Ferrandis (Museros, 1745 - Madrid, 1799), historiador i filòsof, fundador de l'Arxiu General d'Índies a Sevilla.
- Joaquín Lizondo Vergara (Museros, 1933 - Massamagrell, 2008), més conegut com a Ferreret, va ser un jugador de pilota valenciana.
- Adrián Celda García (València, 1976), més conegut com a Adrián II, va ser un pilotaire professional.
- Clara Che Tórtola (València, 1997) jugadora de bàsquet que actualment juga a l'equip femení de bàsquet Segle XXI.[10]
- María Colomer, actriu i pallassa, Medalla al Mèrit de les Belles Arts 2009.